# Armenci
Armenci (armenski: Հայեր, Hayer), narod koji živi većinom na području Armenije, više od tri milijuna pripadnika. Sačinjavaju 98% stanovništva Armenije. Većinom su pripadnici Armenske apostolske Crkve, pripadnice istočnih pravoslavnih crkava, a sebe smatraju armenskim kršćanima. Kršćanstvo je kod njih uvedeno 301. godine.  Do Prvog svjetskog rata bilo ih je oko 4 milijuna, no zbog turskih progona stradalo je milijun Armenaca, a mnogi su prisilno preseljeni u pustinje Mezopotamije. Znatan se broj Armenaca vratio u svoje domove. Govore armenskim jezikom.

## Poznati Armenci
- Đuro Baglivi, hrvatski liječnik i znanstvenik, član najuglednijih svjetskih akademija

## Vanjske poveznice
- Armenska povijest
- FACES Project - Armenska dijaspora  Arhivirana inačica izvorne stranice od 8. veljače 2009. (Wayback Machine)
- Armenci izvan Armenije  Arhivirana inačica izvorne stranice od 1. ožujka 2021. (Wayback Machine)